# تراموا نیواورلئان
تراموا نیواورلئان (انگلیسی: Streetcars in New Orleans) از نیمه اول قرن نوزدهم میلادی بخش جدایی ناپذیر ترابری شهری در نیواورلئان، آمریکا است که قدیمی‌ترین تراموا فعال در جهان محسوب می‌شود.
این تراموا که در سال ۱۸۳۵ تأسیس شده دارای ۵ خط و ۳۵٫۹ کیلومتر طول می‌باشد.

## نگارخانه

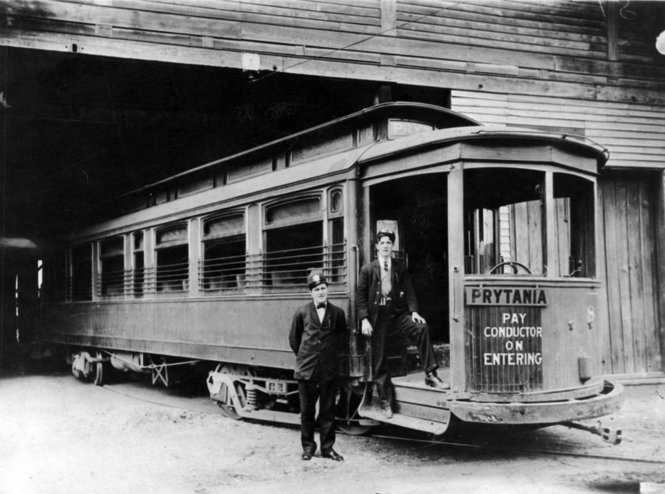
۱۹۰۷
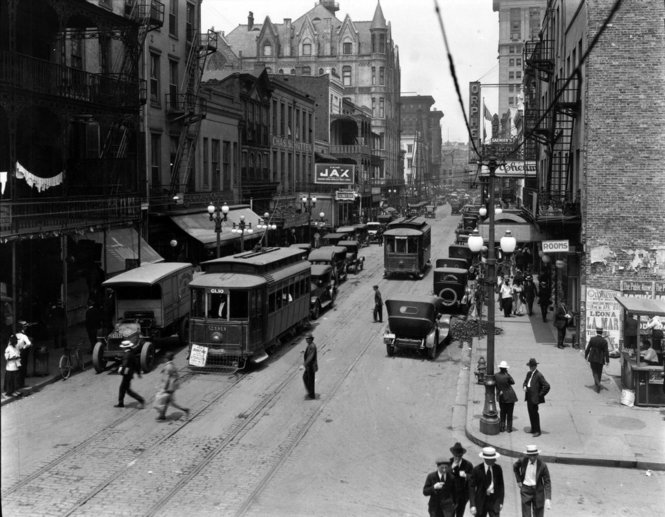
۱۹۲۰
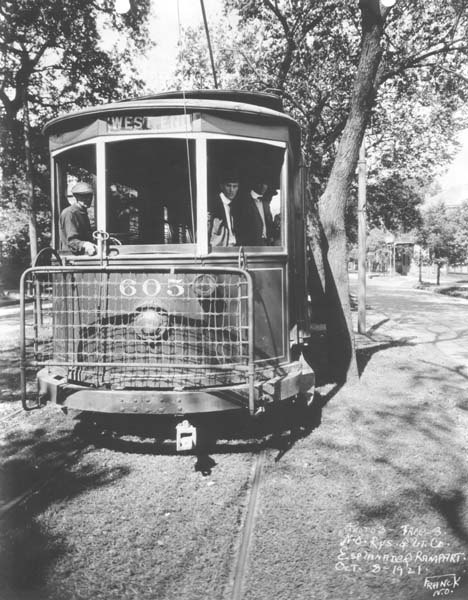
۱۹۲۱
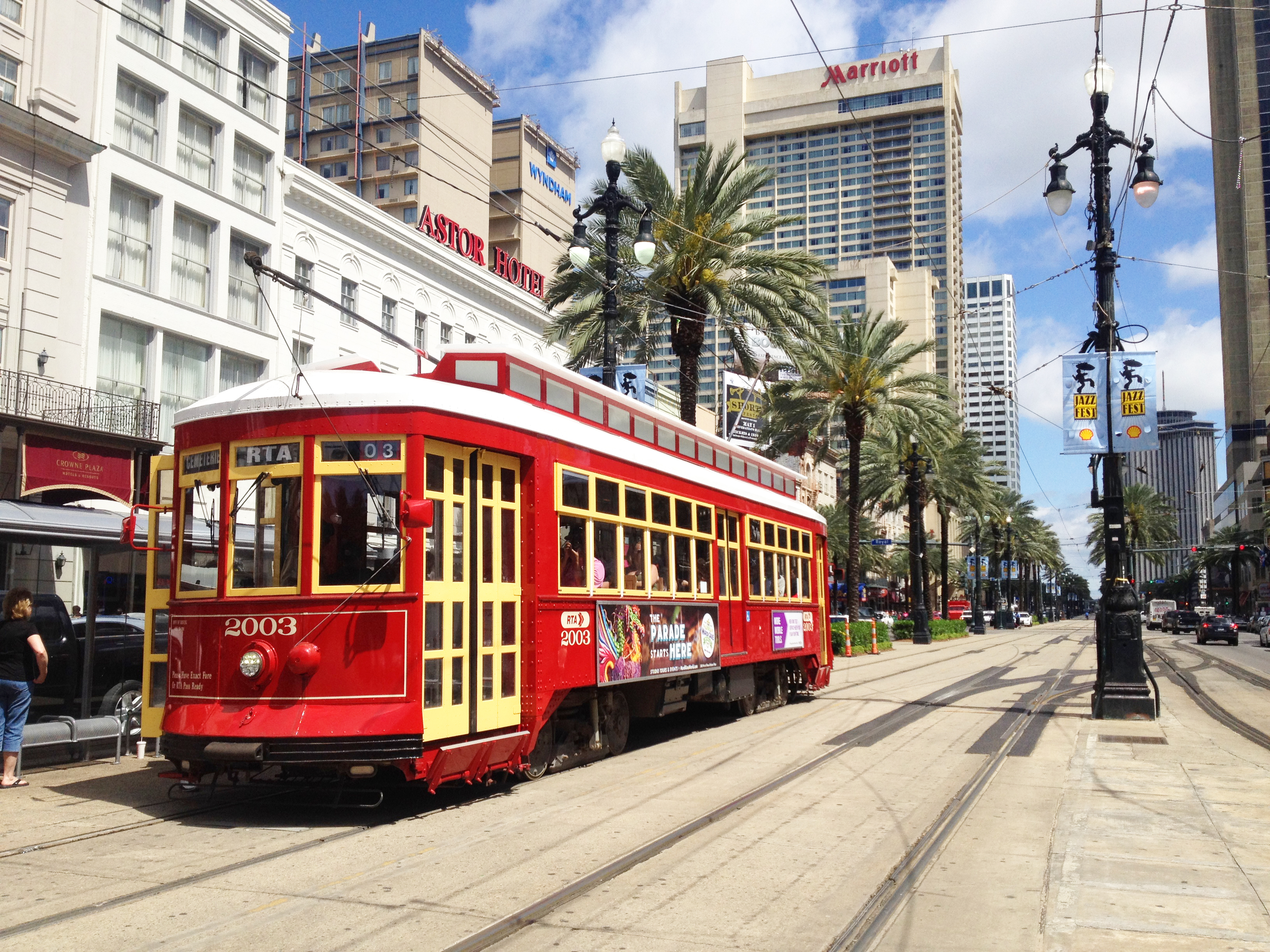
۲۰۱۴
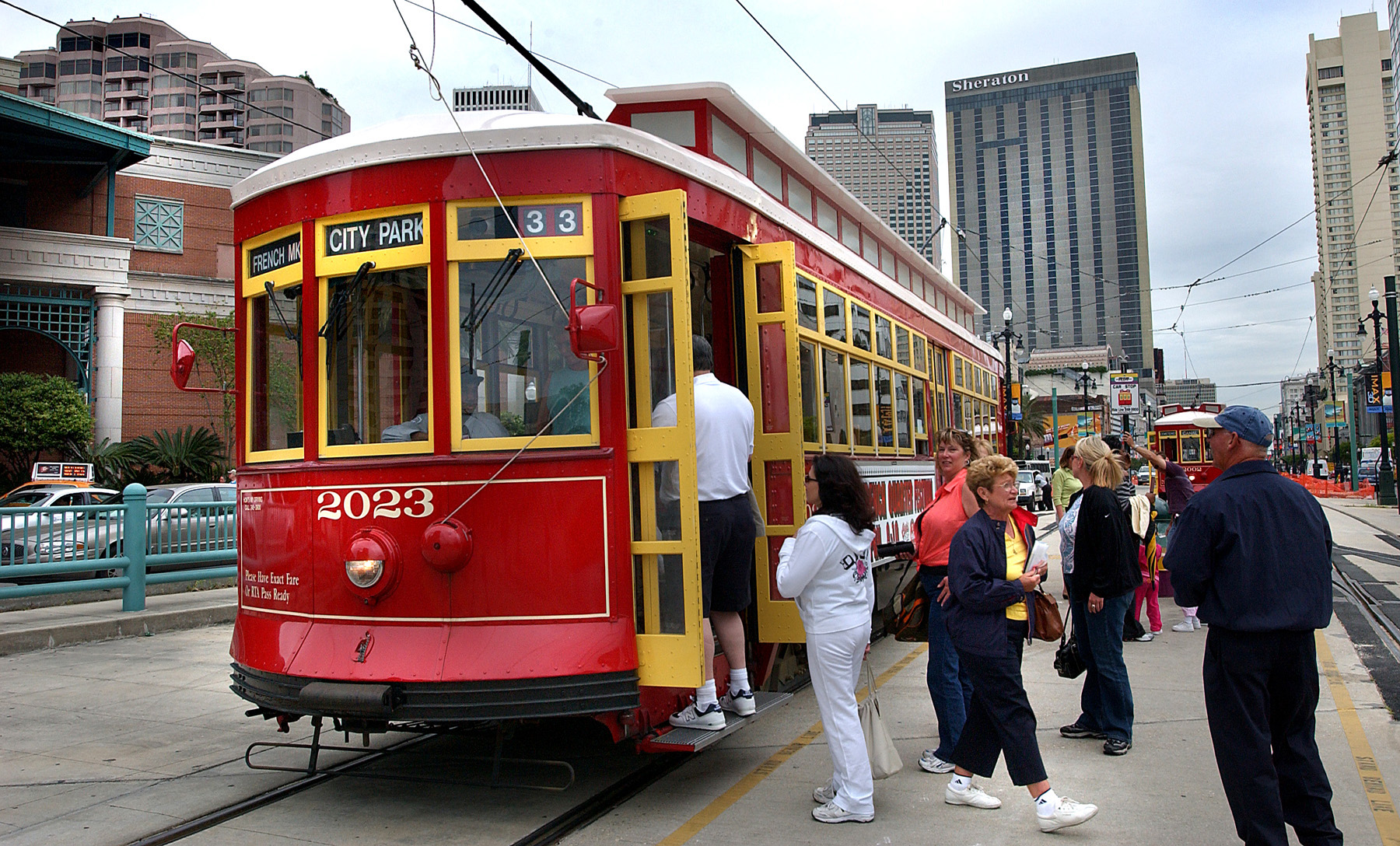